# Convallaria majalis
Convallaria majalis (coloquialmente llamada muguete, convalaria, lirio de los valles o lirio del valle) es una especie herbácea y perenne, nativa de las zonas templadas del hemisferio norte, y perteneciente a la familia Asparagaceae.

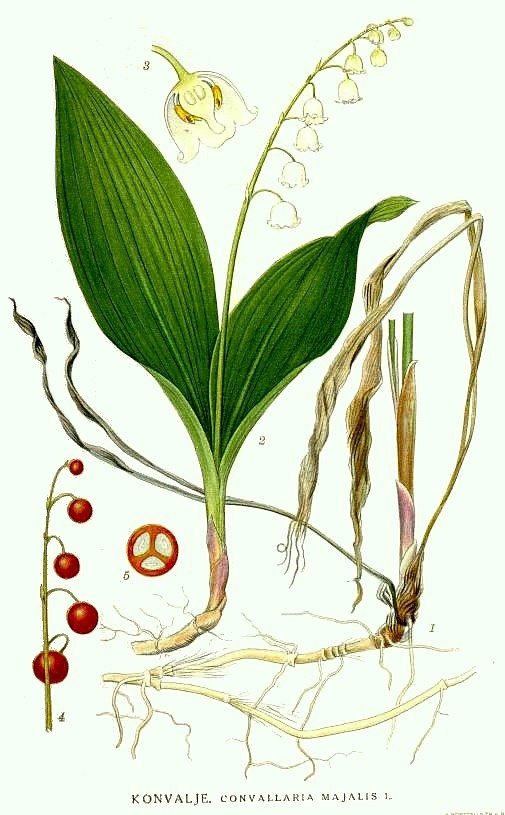
Ilustración

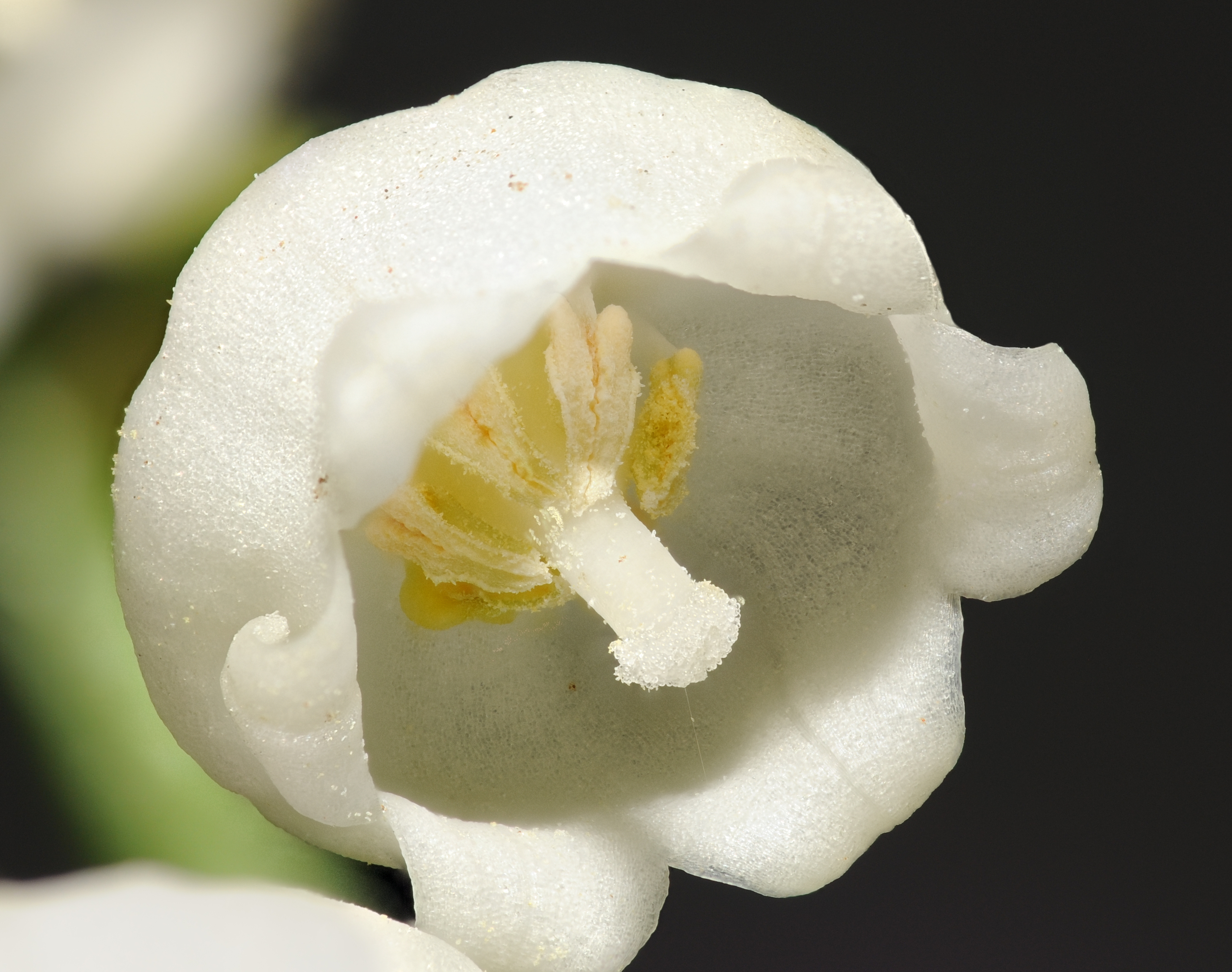
Detalle de la flor

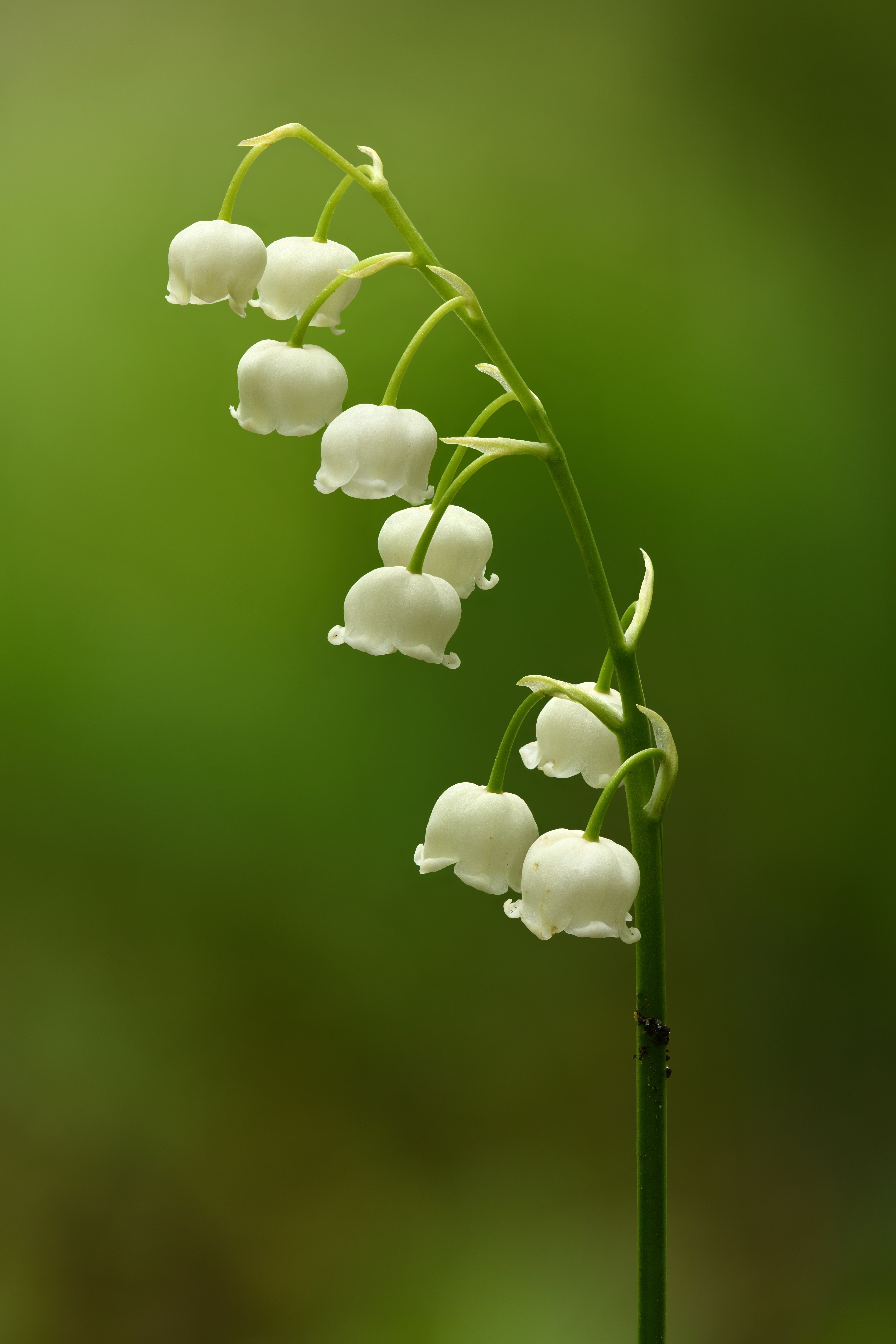
Inflorescencia

## Descripción
Ésta es una planta herbácea perenne que forma extensas colonias, separando sus rizomas que envían espolones. Los tallos tienen 15-30 cm de altura con una o dos hojas de 10-25 cm de longitud. Los tallos florales tienen dos hojas y las flores se hallan dispuestas en un racimo de 5-15 flores. Las flores son actinomorfas y hermafroditas. La corola presenta 6 tépalos y tiene forma acampanada, de color blanco o rosa, dulcemente perfumados. El fruto es una baya.[cita requerida]
Las convalarias crecen en zonas forestales y sombrías, y sus hojas alargadas se parecen a las del ajo de oso (si bien la flor es, salvando el color, totalmente diferente), lo que en ocasiones puede llevar a la confusión entre ambas especies. El ajo de oso se recolecta en zonas de Europa central para el consumo, mientras que la convalaria presenta más toxicidad.[cita requerida]

## Propagación vegetativa

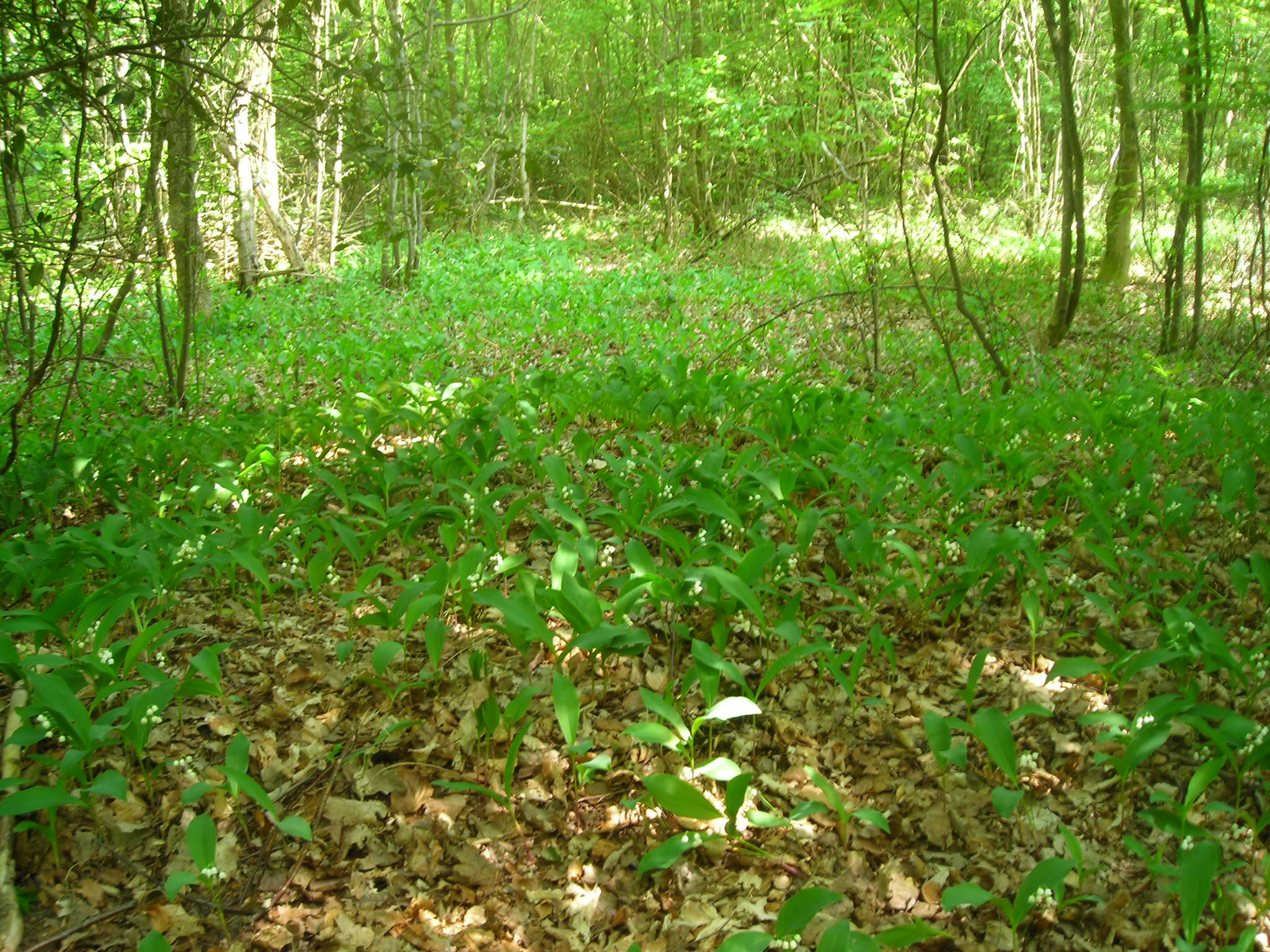
Convalaria colonizando un bosque

Las plantas de convalaria tienen la capacidad de colonizar el espacio a largas distancias mediante reproducción sexual pero también a cortas distancias mediante reproducción asexual o clonal. La multiplicación vegetativa de la convalaria a través de sus rizomas se produce lentamente a través de una red muy agregada (estrategia “falange” con ocupación duradera de los sitios colonizados). El lirio de los valles se reproduce principalmente de forma vegetativa, de ahí la hipótesis de que este modo de reproducción afecta a la reproducción sexual. Los botánicos han tratado de explicar este vínculo mediante una dispersión restringida del polen mediante insectos polinizadores con movimientos bruscos que prefieren alimentarse de individuos vecinos (constituyendo un clon). Sin embargo, en la convalaria la fecundación cruzada no se puede obtener mediante polinización en el mismo clon, debido a la autoincompatibilidad. Esta hipótesis no está verificada.

## Distribución geográfica
El lirio de los valles es una planta común en el centro de Europa, y rara en las costas ribereñas del Mediterráneo. En España es muy rara y su distribución se reduce a escasos puntos del Pirineo, País Vasco, Sistema Ibérico y Sierra de Gredos.

## Hábitats
Esta planta requiere una temperatura media superior a 10 °C en verano, lo que la hace adecuada incluso para las regiones más frías como las del norte de Europa. Sin embargo, necesita luz, de lo contrario no florece. 
Especie de semisombra, neutroacidífila en sustratos mesotróficos drenantes: sotobosque de robledales, hayedos y robledales, incluso dentro de pinares de pteridos, pero donde luego permanece estéril. Encontramos poblaciones calcáreas en bosques, setos y en pastos de montaña (hasta 2.000 m).
Se cultiva de forma subespontánea en jardines húmedos y sombreados, donde a menudo forma un tapiz suelto.

## Características
- Las hojas y flores contienen glucósidos cardiotónicos tipo cardenólido, además de flavonoides tipo 3-glucosilisoramnetina.

Convalatoxina

- En la Primera Guerra Mundial se utilizó para tratar a las víctimas del gas mostaza.
- Tiene efectos parecidos al que produce el digital y está indicada contra la insuficiencia cardíaca y las palpitaciones.
- Se asocia como tónico cardíaco al Espino albar.
- Discretamente diurético, se recomienda en casos de edemas, en especial de origen cardiaco.
- Tóxico, puede provocar vómitos y diarrea, por su contenido en saponinas tipo espirostano.

Principio activo
La convalamarina es un glucósido sólido cristalino extraído de la planta.

## Toxicidad
Es muy importante recordar que todas las partes de la planta son muy tóxicas. La convallaria está clasificada entre las plantas con una toxicidad muy alta, ingerir un sorbo de agua de convalaria puede ser mortal en pocos minutos. La planta contiene saponósidos (causantes de irritación) y una veintena de glucósidos cardiotóxicos (peligrosos para el corazón): convallatoxina, convallatoxol, convalósido, etc, como se menciona más arriba.
La ingestión provoca problemas digestivos consistentes en irritación de la boca, dolor abdominal, náuseas, vómitos, diarrea. Luego hay alteraciones del ritmo cardíaco acompañadas de una aceleración de la respiración. La muerte es causada por un paro cardíaco.
En caso de ingestión, contactar con el centro intoxicaciones más cercano lo antes posible.

## Nombre común y denominaciones populares
- Castellano: convalaria, lirio convalio, lirio de Nuestra Señora, lirio de los valles, lirio salvaje, lágrimas de Salomón, muguet, muguete, mugueto.[7]

## Etimología
El nombre científico del género Convallaria proviene del latín convallis, “valle profundo”, y del griego leirion, “lirio”, que significa literalmente lirio de los valles El calificativo majalis deriva de Maia, diosa romana de la fertilidad y la primavera, vinculada al mes de mayo.
Esta planta se llamaba "lirio de los valles" en el siglo XVIII, en referencia al nombre académico lilium convallium ("lirio de los valles") que le dieron los boticarios. Esto es lo que permitió a Carlos Linneo darle su nombre binomial latino Convallaria majalis (literalmente convalaria de mayo) en 1753. Indica que la planta crece en mayo en los valles Su nombre también se encuentra en su nombre en inglés “lily of the valley”.
En cuanto a su nombre vernáculo en francés, conocido en textos desde 1200 en forma de mugue o musguet, es un derivado de musc (almizcle), sin duda  debido al aroma de la flor que se asemeja al de la nuez moscada llamada “nueces del valle” en el siglo XIV.

## Ecología
La Convallaria majalis es una planta de sombra parcial y de tipo mesófilo que prefiere los veranos cálidos. Le gustan los suelos limosos o arenosos y ácidos a moderadamente alcalinos, preferiblemente con abundante cantidad de humus. La Royal Horticultural Society del Reino Unido afirma que los suelos ligeramente alcalinos son los que más le favorecen;. Es una especie euroasiática y suboceánica que vive en montañas de hasta 1.500 m de altitud.
Convallaria majalis es utilizada como planta de la que alimentarse por las larvas de algunas especies de polillas y mariposas (Lepidoptera), entre ellas el chi gris. Los adultos y las larvas del escarabajo de la hoja Lilioceris merdigera también toleran los cardenólidos y se alimentan de las hojas.

## Cultivo

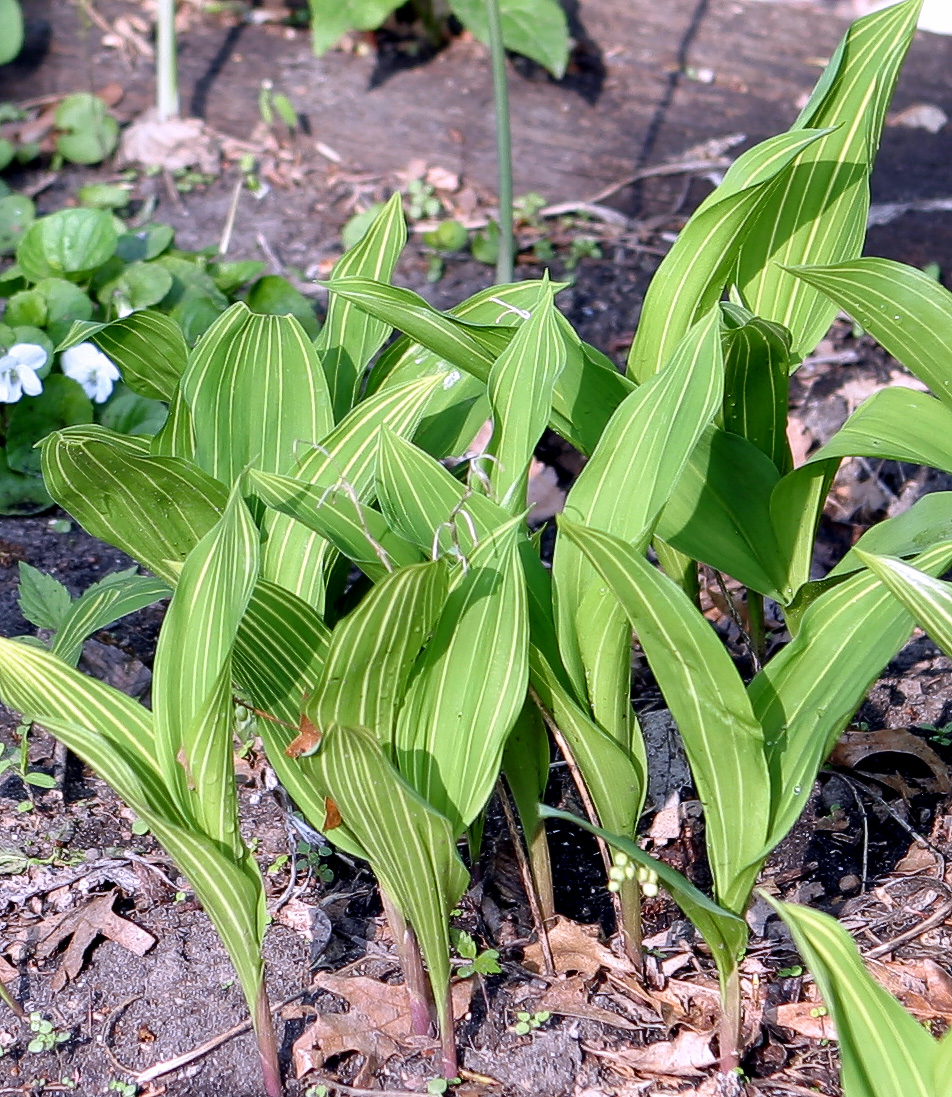
Cultivar variegado a principios de primavera

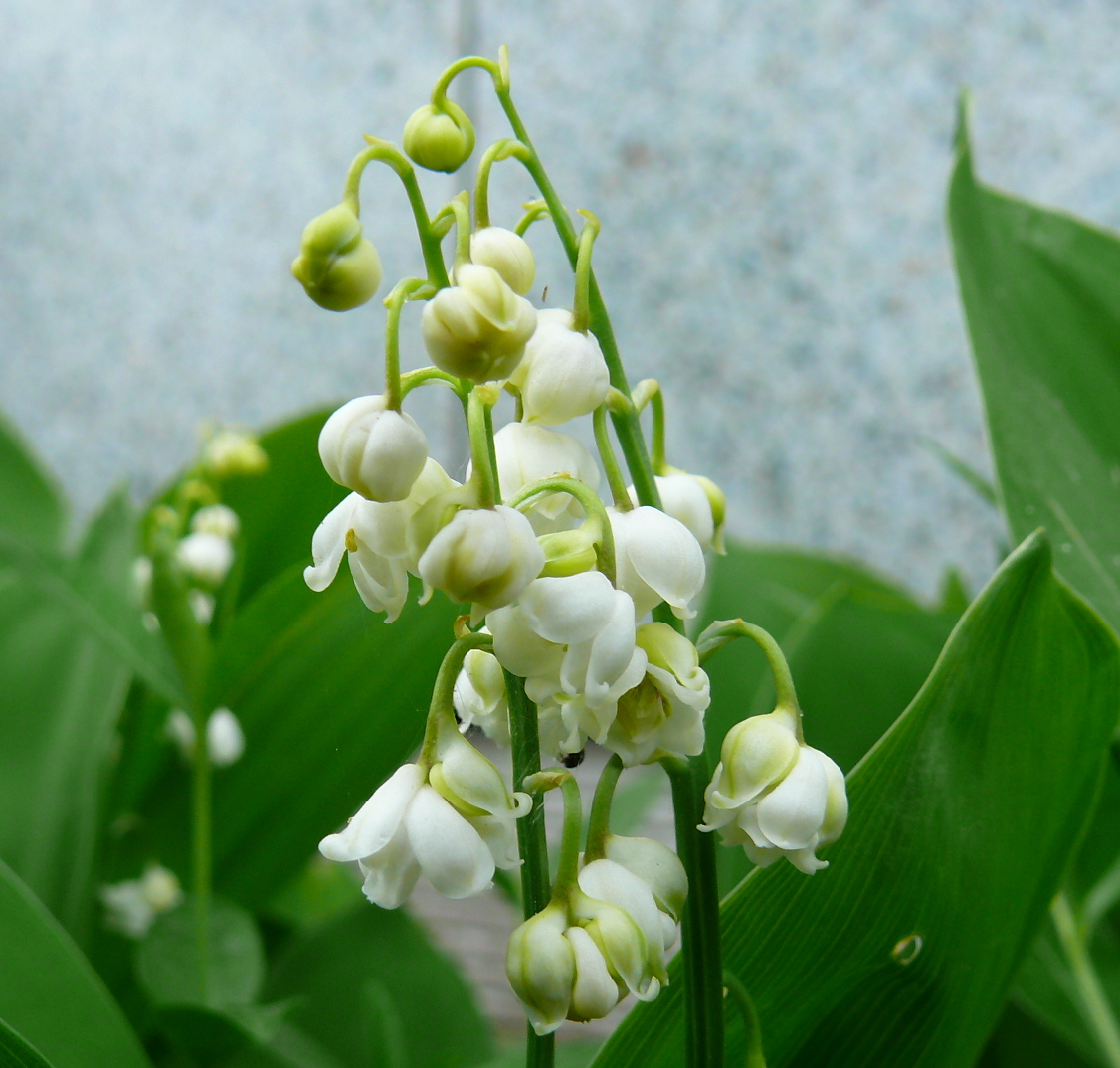
Variedad Flore pleno' de dos flores

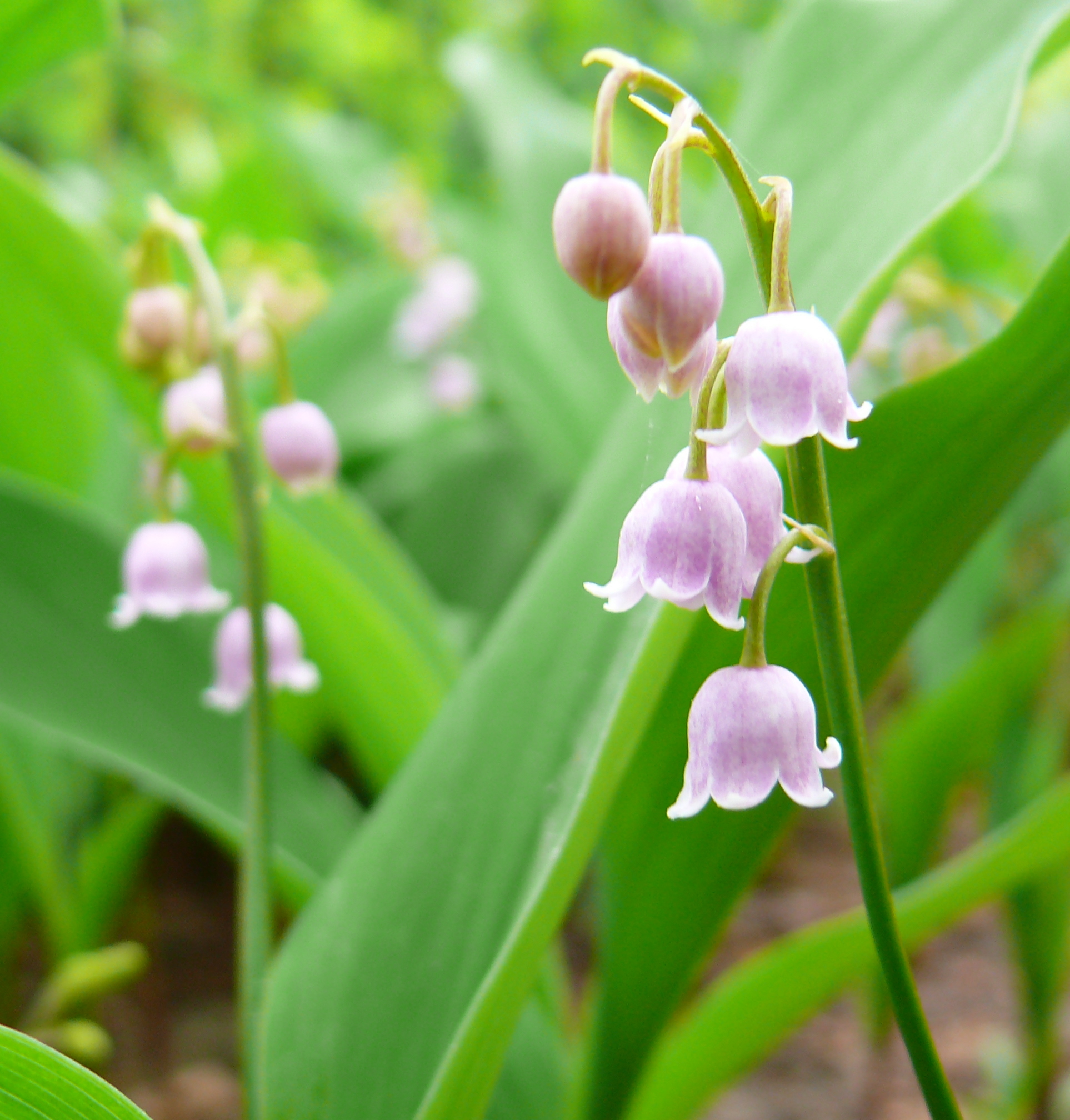
Variedad Rosea

La Convallaria majalis se cultiva mucho en jardines por sus flores perfumadas y su capacidad para cubrir el suelo en lugares sombríos. La Royal Horticultural Society del Reino Unido le ha otorgado el Award of Garden Merit. En condiciones favorables puede formar grandes colonias.
Se cultivan varios tipos y cultivares, incluidos los que tienen flores dobles, flores de color rosa, follaje variegado y los que crecen más que la especie típica
- C. majalis 'Albostriata' tiene hojas con rayas blancas
- C. majalis 'Green Tapestry', 'Haldon Grange', 'Hardwick Hall', 'Hofheim', 'Marcel', 'Variegata' y 'Vic Pawlowski's Gold' son otros cultivares variegados
- C. majalis 'Berlin Giant' y C. majalis 'Géant de Fortin' (sin. 'Fortin's Giant') son cultivares de mayor crecimiento
- C. majalis 'Flore Pleno' tiene flores dobles
- C. majalis 'Rosea', a veces denominada C. majalis var. rosea, tiene flores rosas

Tradicionalmente, la Convallaria majalis se ha cultivado en macetas y se ha forzado en invierno para proporcionar flores durante los meses de invierno, tanto como planta de maceta como para flor cortada.

## Posibilidad de confusiones
Antes de florecer, la convalaria se puede confundir con el ajo de oso Allium ursinum, lo que supone un peligro para los amantes de este último. La distinción se puede hacer fácilmente gracias al olor a ajo que desprenden únicamente las hojas arrugadas del ajo de oso, así como por la consistencia de las hojas, que son más duras en la convalaria.
Durante la floración, a veces se la confunde con la orquídea campana blanca (Cephalanthera longifolia, que crece en los mismos lugares.

## Usos

### Uso médico
La convalaria es tónica y diurética. Como se ha mencionado, la presencia de glucósidos cardiotónicos, incluidas convallatoxina, convallamarina y convallarina, la hace tóxica. El efecto consiste en disminuir el ritmo cardíaco y aumentar la presión arterial; además, tiene acción diurética por irritación del epitelio renal Todas las partes de la planta son venenosas.
Como muchas otras plantas tóxicas, el lirio de los valles tiene, en dosis adecuadas, propiedades farmacológicas y se ha utilizado en el tratamiento de enfermedades cardíacas específicas. Sin embargo, su uso doméstico debería prohibirse por su falta de interés y sobre todo el peligro mortal que supondría.

### Uso en perfumería
Es en perfumería donde la convalaria es más conocida, aunque no se utiliza en su forma natural. Desde el siglo XVI, la convalaria fue un perfume popular, especialmente entre los hombres, ya que el término “lirio de los valles” se utilizó hasta el siglo XIX para designar a un joven elegante. Diferentes ingredientes sintéticos, como hidroxicitronelal, lilial, terpineol (o terpinol), etc. permite al perfumista recrear el aroma de la convalaria.

### Uso ornamental

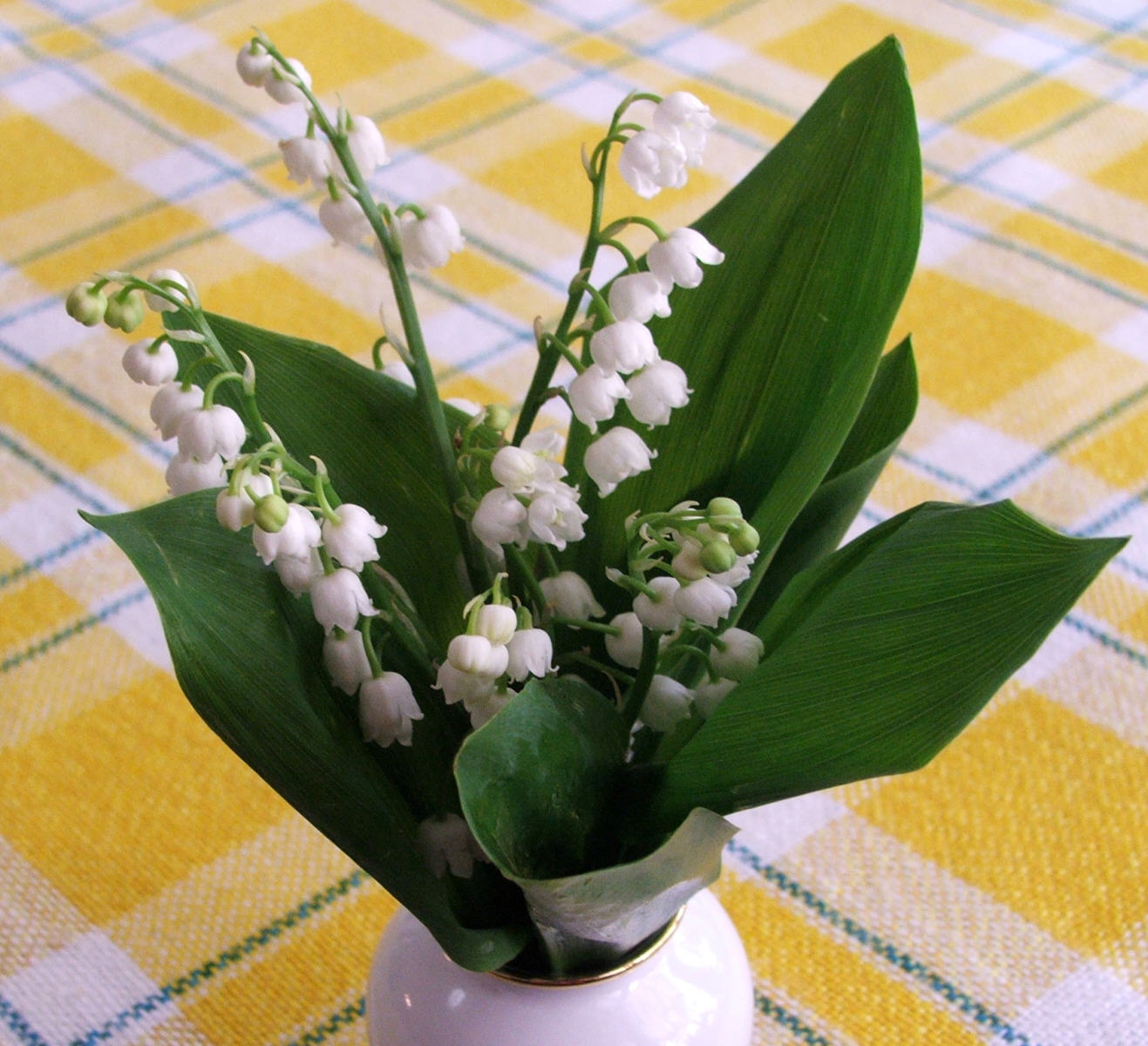
Ramo de convalaria.

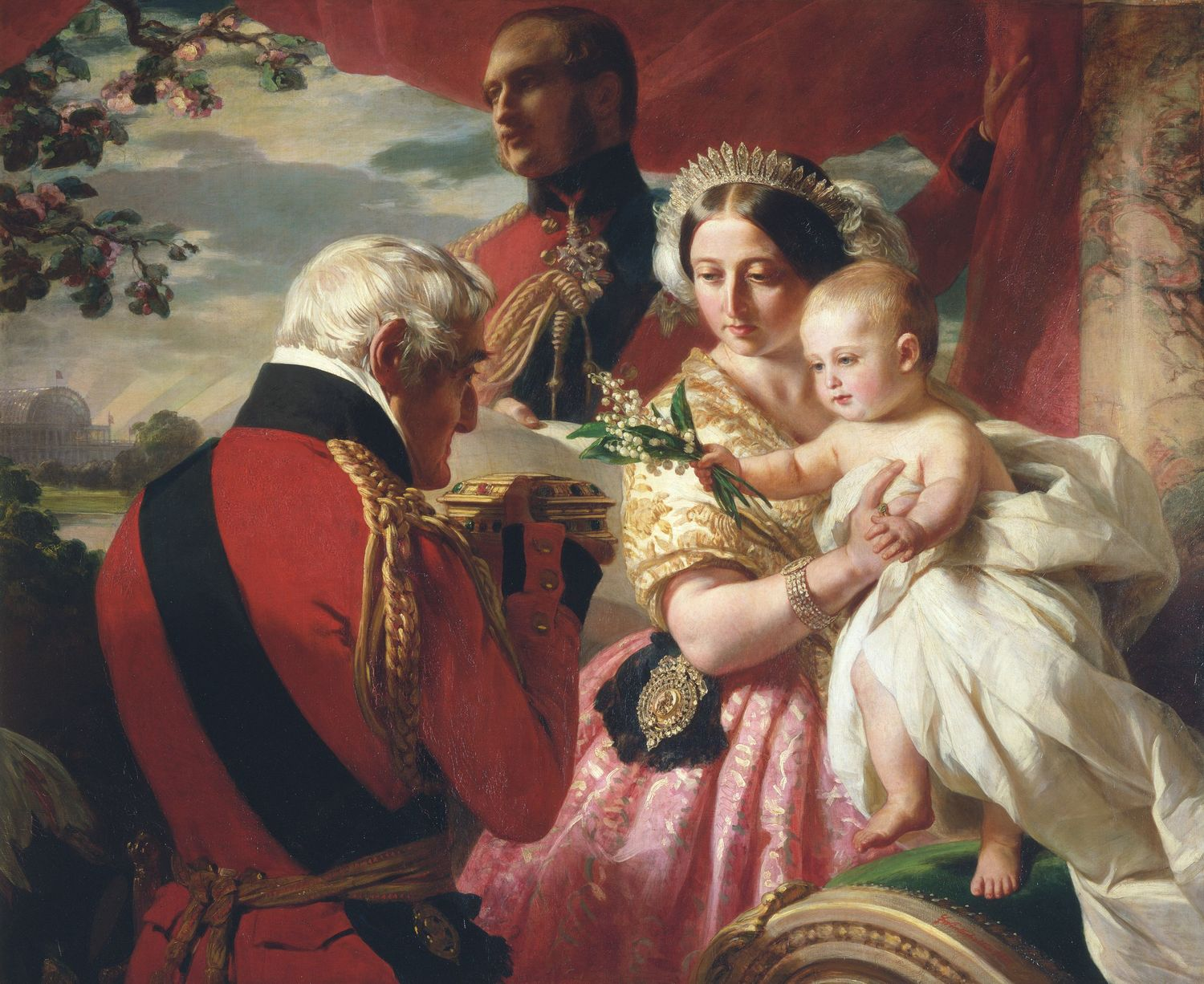
Pintura sobre el tema de la celebración del Primero de Mayo donde se ofrece una convalaria en Francia, de Franz Xaver Winterhalter.

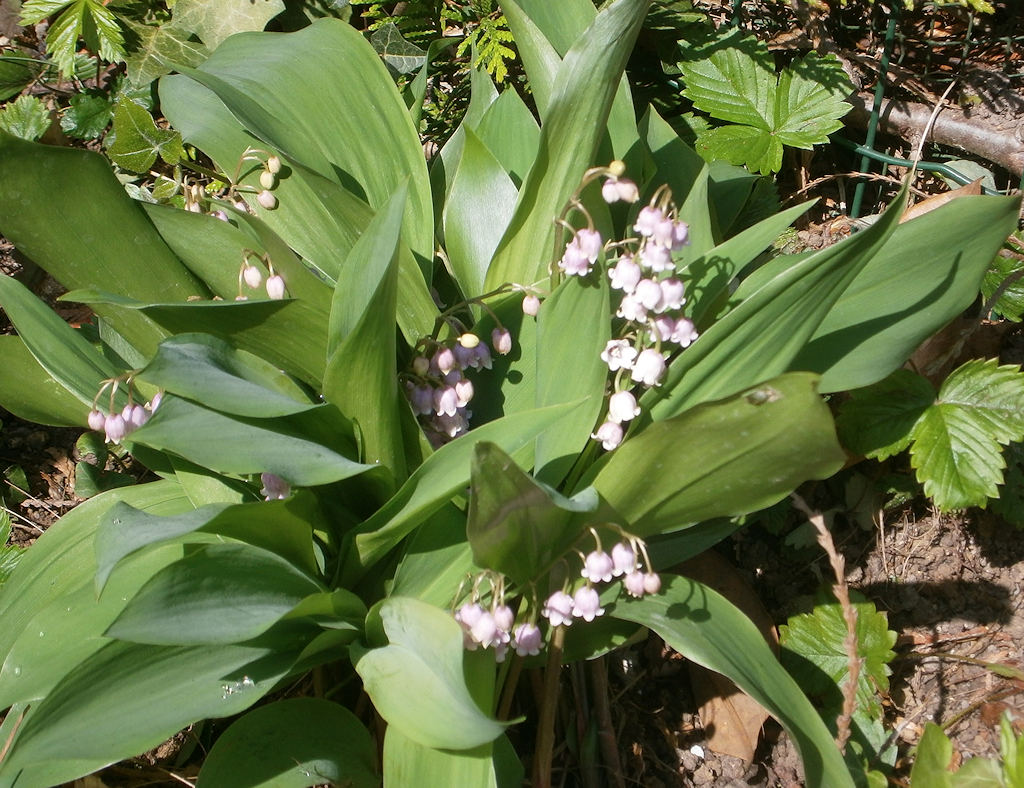
Convalaria rosa.

Esta planta se utiliza como planta ornamental, pero sólo florece durante un corto tiempo (3 a 4 semanas).
La planta se cultiva fácilmente en el jardín, siempre que esté fresco y con sombra. Aunque bastante invasiva con sus rizomas, es una bonita planta ornamental. Sin embargo, es aconsejable quitar las flores marchitas antes de que den frutos, especialmente cuando es probable que los niños tengan acceso al jardín. Las bayas del lirio de los valles, maduras o no, parecen pequeños caramelos y son muy atractivas pero muy tóxicas.
Por supuesto, puedes recoger las ramitas de flores para hacer ramos. Es una planta ideal para un jarrón con solo una flor donde resalta su delicada inflorescencia. Sin embargo, la presencia de la planta en una habitación demasiado cerrada puede provocar a veces fuertes dolores de cabeza.

## Tradición popular
En Francia y Bélgica se le da el nombre de muguet y es símbolo de suerte y felicidad desde antes de la Edad Media. Es la flor del Primero de mayo, y ese día es tradicional regalar muguet a las personas de su entorno. En los días previos, es costumbre hacer excursiones a los bosques para recoger ramilletes y está permitido que cualquiera los venda en las calles o en el borde de las carreteras.
Es también la flor nacional de Finlandia.

## Leyendas y mitos
Cuenta la leyenda griega que la convalaria fue creada por Apolo, dios del monte Parnaso, para cubrir con él el suelo, para que sus nueve musas no se dañaran sus pies.
Los romanos celebraban a principios de mayo la Fiesta Floral, en honor a Flora, la diosa de las flores.
La ramita de convalaria, un amuleto de la suerte, se ha asociado a menudo con la Virgen; se dice que las lágrimas derramadas por la Virgen María al pie de la cruz dieron origen a flores de convalaria en forma de flores campanitas blancas. Sin embargo, sus frutos rojos contienen un potente caldo venenoso.
Según el folklorista americano Charles Leland, la diosa madre nórdica, celebrada en el equinoccio de primavera, habría estado asociada con la convalaria.

## Taxonomía
Convallaria majalis fue descrito por Carlos Linneo y publicado en Species Plantarum 1: 314–315. 1753.
Sinonimia
- Convallaria bracteata Dulac [nom. illeg.],
- Convallaria fragrans Salisb. [nom. illeg.],
- Convallaria latifolia Mill.,
- Convallaria mappii C.C.Gmel.,
- Convallaria transcaucasica Utkin ex Grossh.,
- Majanthemum majale (L.) Kuntze,
- Polygonatum majale (L.) All.[26]
- Lilium convallium Garsault (1764).
- Polygonatum majale (L.) All. (1785).
- Lilium-convallium majale (L.) Moench (1794).
- Convallaria linnaei Gaertn. (1790).
- Convallaria scaposa Gilib. (1792)[27]